# 오에 유지
오에 유지(일본어: 大江 勇詞, 1986년 4월 20일 ~ )는 일본의 전 축구 선수이다.

## 구단 경력
과거 비셀 고베에서 활동하였다.